# Hôpital Bicêtre (Métro Paris)
Hôpital Bicêtre ist eine Station der Linie 14 der Pariser Métro. Die Métrostation befindet sich sowohl in Le Kremlin-Bicêtre, Département Val-de-Marne, als auch Gentilly, Département Val-de-Marne, wenige Kilometer südlich der Pariser Stadtgrenze.
Die Station schließt das Hôpital Bicêtre, welches auch namensgebend für die Station ist, besser an den öffentlichen Nahverkehr im Großraum Paris an. Im Umkreis von einem Kilometer um die Station herum wohnen 43.000 Menschen und befinden sich 20.000 Arbeitsplätze.
Der vorläufige Name war Kremlin-Bicêtre Hôpital. Am 27. Juli 2022 wurde der endgültige Name Hôpital Bicêtre bekannt gegeben.
Die Eröffnung der Station fand am 24. Juni 2024 statt. Sie ist Teil der Verlängerung der Linie 14 um sieben Stationen von Olympiades bis Aéroport d’Orly und Teil des Grand Paris Express. Die Bauarbeiten begannen 2018.